# Planxa

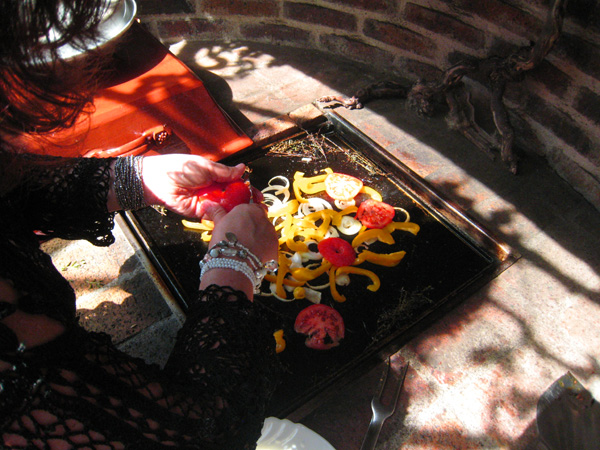
Cocció d'un pollastre a la brasa a l'andalusa.

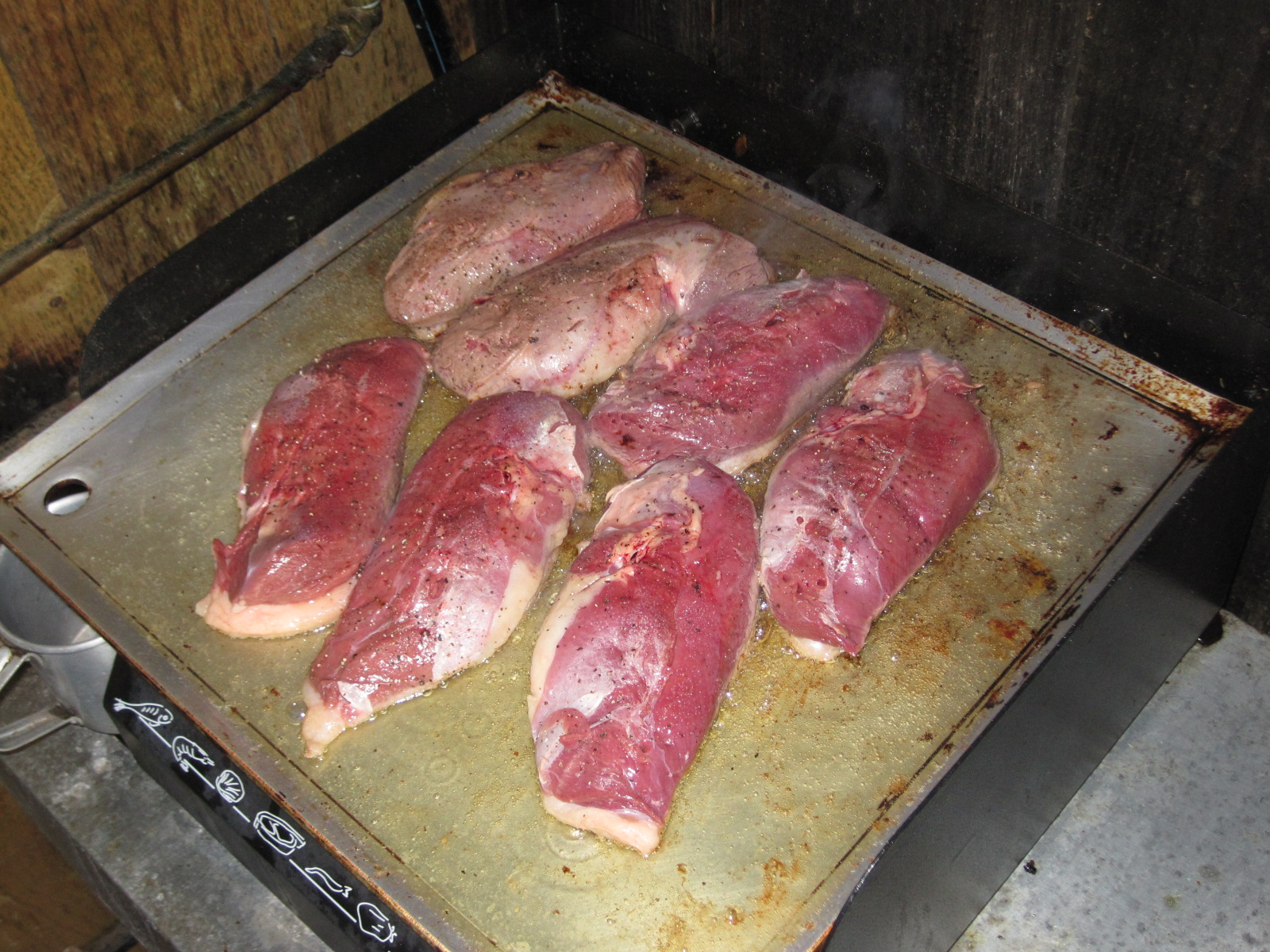
Magret d'ànec de les Landes a la planxa durant la cocció.

Una planxa és un estri de cuina format per una placa de cocció llisa, generalment metàl·lica, que permet de cuinar, sofregir i fer torrar aliments conservant-ne els gusts. És un mode de cocció de contacte.

## Etimologia
La planxa hauria estat creada a Espanya en ocasió de grans festes religioses i deu el seu succés a les seves capacitats de cocció per a un gran nombre de persones i a la gran varietat dels plats preparats. Destinada tot primer a una cuina d'exterior, la planxa simbolitza avui dia una cuina simple i convivial que es prodiga tan en exterior com en interior.

## Descripció
La planxa designa tant l'aparell de cocció com el mètode associat. Aquest mètode" a la planxa » requereix una placa de cuina escalfada amb gas, elèctrica o de carbó per a assolir una temperatura superior a 240 . °C. No obstant això, aquesta temperatura no ha de superar 300 °C, per a evitar el fenomen de carbonització dels aliments.
L'interval de temperatura ideal per a utilitzar una planxa és, doncs, entre 240 i 300 °C amb la regulació necessària en funció de l'aliment. A títol indicatiu, la carn es cuina a 250 °C i el peix a 260 °C al començ de la cocció i després a 220 °C, les verdures es cuinen a 220 °C .
A diferència de les carns a la brasa preparades a la barbacoa, on les flames poden cremar i fer que els aliments siguin nocius a causa del fum (producció de benzopirè), el menjar és sobtat sobre la planxa de manera homogènia, en sustentació sobre aquesea. L'elevada temperatura de la planxa indueix un fenomen de calefacció, conegut com a efecte Leidenfrost, que permet als aliments i a planxa de mantenir els seus sucs i les seves sabors .
Els materials utilitzats per a la placa depenen de llur ús : ferro colat, acer laminat, acer esmaltat, alumini, acer inoxidable per a models d'ús públic en general. El crom dur i l'acer inoxidable també s'utilitzen per als models de " gamma alta " o per a ús professional.
Quan s'utilitza per la primera vegada, una placa de ferro colat, d'alumini o d'acer inoxidable s'enfosqueix gradualment. Això és un fenomen anomenat condiment, que fa que el metall sigui totalment antiadherent.
La potència dels cremadors ha de ser al mínim de 5 kW per a un ràpid augment de la temperatura i la placa de cocció ha d'arribar a 6 mm per a evitar deformacions.